# Fear Nothing
Fear Nothing é o quinto álbum de estúdio da cantora e compositora estadunidense Beverly McClellan, lançado em 21 de novembro de 2011 pela Junk Drawer Records. Sendo o primeiro projeto da cantora lançado por uma gravadora, com seus dois últimos álbuns, Beverly McClellan e Talk of the Town, ambos de 2011, recebendo distribuição independente. Estreou nas posições 26 e 15 das paradas musicais de discos norte-americana Heatseekers Albums e Top Blues Albums, respectivamente. 

## Faixas
| Edição padrão |                                         |                           |         |  |
| N.º           | Título                                  | Compositor(es)            | Duração |  |
| 1.            | "I See Love"                            | Beverly McClellan         | 3:12    |  |
| 2.            | "Lyin' To"                              | Bruce McCabe, McClellan   | 4:38    |  |
| 3.            | "Ain't Me"                              | McClellan                 | 3:59    |  |
| 4.            | "Nobodys Fault But Mine"                | Blind Willie Johnson      | 4:32    |  |
| 5.            | "Can't Hide Me"                         | McClellan                 | 3:48    |  |
| 6.            | "Well Wondered"                         | McClellan                 | 3:47    |  |
| 7.            | "Love Will Find a Way Out" (com Keb Mo) | McClellan, Kevin R. Moore | 3:54    |  |
| 8.            | "Come to Me"                            | McClellan                 | 4:46    |  |
| 9.            | "I Never Will Forget"                   | McClellan                 | 4:31    |  |
| 10.           | "Tender of the Most"                    | McClellan                 | 3:21    |  |
| 11.           | "Precious Times"                        | McClellan                 | 3:34    |  |

## Desempenho nas tabelas musicais

### Posição
| Paradas musicais (2011)             | Melhor posição |
| ----------------------------------- | -------------- |
| Estados Unidos (Heatseekers Albums) | 26             |
| Estados Unidos (Top Blues Albums)   | 15             |